# هماتین

ساختار هماتین

هماتین (که با نام‌های فری‌هم، هماتوزین، هیدروکسی‌همین، اکسی‌هم، فنودین یا اکسی‌هموکروموژن نیز شناخته می‌شود) رنگدانه‌ای به رنگ آبی تیره مایل به قهوه‌ای است که حاوی آهن در حالت فریک (آهن(III)) بوده و از اکسایش هم به دست می‌آید.
هماتین سنتز پورفیرین را مهار کرده و در عوض سنتز گلوبین را تحریک می‌کند. این ماده جزئی از سیتوکروم‌ها و پراکسیدازها است و به عنوان واکنشگر نیز استفاده می‌شود.